# انا لله و انا الیه راجعون
انا لله و انا الیه راجعون (به عربی: إِنَّا لِلَّٰهِ وَإِنَّا إِلَيْهِ رَاجِعُونَ) که از آن با تعبیر استرجاع هم یاد می شود، به معنی «همانا ما از آن خداییم و به سوی او بازمی‌گردیم.» عبارتی‌ است که مسلمان‌ها هنگام آگاه شدن از مرگ کسی به زبان می‌آورند. همچنین از این آیه برای گفتن تسلیت و دعوت به صبر بر مصیبت استفاده می‌کنند.

## پس‌زمینه
این عبارت بخشی از آیهٔ ۱۵۶ سورهٔ بقرهٔ قرآن است:
﴿الَّذِينَ إِذَا أَصَابَتْهُمْ مُصِيبَةٌ قَالُوا إِنَّا لِلَّهِ وَإِنَّا إِلَيْهِ رَاجِعُونَ﴾(سورهٔ بقره-آیهٔ ۱۵۶)